# Lagwagon
Lagwagon is een Amerikaanse melodieuze punkband, opgericht in Goleta, een kleine stad vlak bij Santa Barbara, Californië. De band is opgericht in 1988 onder de naam Section 8 en was in 1992 de eerste band die een contract voor de uitgave van een studioalbum tekende bij het platenlabel Fat Wreck Chords.

## Geschiedenis
Na het tekenen van een contract bij het toen nog nieuwe platenlabel Fat Wreck Chords bracht de band het debuutalbum Duh uit in 1992. Twee jaar later bracht de band een tweede studioalbum bij het label uit, getiteld Trashed, waarmee de band meer bekendheid en erkenning verwierf. Het derde studioalbum is getiteld Hoss en werd uitgegeven op 21 november 1995. Na de uitgave van het album en een tour door Europa, Australië, en Japan, verlieten gitarist Shawn Dewey en drummer Derrick Plourde de band om tijdelijk vervangen te worden door gitarist Ken Stringfellow (van The Posies) en permanent door drummer Dave Raun (van Rich Kids on LSD).
Na het uitgeven van nog twee studioalbums (Double Plaidinum en Let's Talk About Feelings) ging de band in 2000 voor onbepaalde tijd uit elkaar zodat de leden zich konden richten op andere projecten. De band kwam weer bij elkaar in 2002 en gaven het jaar daarop het zesde studioalbum Blaze uit. Het album Resolve, kwam uit op 13 oktober 2005 en is een eerbetoon aan Derrick Plourde, de originele drummer van Lagwagon, die op 30 maart 2005 een einde aan zijn leven maakte.
In 2008 bracht Lagwagon de ep I Think My Older Brother Used to Listen to Lagwagon uit. Vanwege de uitgave van Doesn't Play Well with Others, een soloalbum van zanger Joey Cape dat werd uitgegeven in 2010, nam de band een tijdelijke pauze van toeren en het werken aan nieuw materiaal. Lagwagon werd minder actief en zou tot en met 2014 geen studioalbums meer uit laten geven, maar ging niet uit elkaar.
In januari 2010 maakte Cape in een interview bekend dat Jesse Buglione, de oorspronkelijke bassist van Lagwagon, de band had verlaten. In een later interview maakte Cape bekend dat de nieuwe bassist Joe Raposo van Rich Kids on LSD zou worden. In juni 2011 werd echter bekend dat het niet klikte en Lagwagon opnieuw op zoek was naar een nieuwe bassist. Hoewel in augustus 2011 bekend werd gemaakt dat Patrick Solem de nieuwe bassist zou worden, besloot de band toch om met Raposo te blijven spelen.
In oktober 2012 maakte zanger Cape bekend dat er voor het eerst sinds Resolve uit 2005 een nieuw album uitgebracht zou worden, hoewel er nog geen details en data bekend waren. Het achtste en meest recente studioalbum is getiteld Hang en werd opgenomen met Bill Stevenson en Jason Livermore in The Blasting Room. Het werd uitgegeven op 28 oktober 2014.

## Leden
| Huidige leden - Joey Cape - zang - Chris Flippin - gitaar - Chris Rest - gitaar - Joe Raposo - basgitaar - Dave Raun - drums | Voormalige leden - Shawn Dewey - gitaar (1990-1997) - Derrick Plourde - drums (1990-1996) - Ken Stringfellow - gitaar (1997) - Jesse Buglione - basgitaar (1990-2010) |

## Discografie
| Jaar | Titel                     | Label            | Formaat |
| ---- | ------------------------- | ---------------- | ------- |
| 1992 | Duh                       | Fat Wreck Chords | cd, lp  |
| 1994 | Trashed                   | Fat Wreck Chords | cd, lp  |
| 1995 | Hoss                      | Fat Wreck Chords | cd, lp  |
| 1997 | Double Plaidinum          | Fat Wreck Chords | cd, lp  |
| 1998 | Let's Talk About Feelings | Fat Wreck Chords | cd, lp  |
| 2003 | Blaze                     | Fat Wreck Chords | cd, lp  |
| 2005 | Resolve                   | Fat Wreck Chords | cd, lp  |
| 2014 | Hang                      | Fat Wreck Chords | cd, lp  |
| 2019 | Railer                    | Fat Wreck Chords | cd, lp  |

| Jaar | Titel                                               | Label            | Formaat     |
| ---- | --------------------------------------------------- | ---------------- | ----------- |
| 1992 | Tragic Vision b/w Angry Days                        | Fat Wreck Chords | 7-inch      |
| 2000 | A Feedbag of Truckstop Poetry                       | Fat Wreck Chords | 7-inch      |
| 2008 | I Think My Older Brother Used to Listen to Lagwagon | Fat Wreck Chords | cd, 12-inch |

| Jaar | Titel                      | Label                       | Formaat |
| ---- | -------------------------- | --------------------------- | ------- |
| 2000 | Let's Talk About Leftovers | My Records/Fat Wreck Chords | cd, lp  |
| 2005 | Live in a Dive             | Fat Wreck Chords            | cd, lp  |